# آمادئو جیانینی
آمادئو جیانینی (به انگلیسی: Amadeo Giannini) (زاده ۶ مه ۱۸۷۰ - درگذشته ۳ ژوئن ۱۹۴۹) کارآفرین و بانکدار آمریکایی ایتالیایی‌تبار بود، که در سال ۱۹۰۴ بنک آو امریکا را بنیان نهاد.
جیانینی تنها بانکداری است، که نامش در فهرست تایم ۱۰۰ از مهم‌ترین افراد قرن بیستم ذکر شده‌است.